# Григорьев, Александр Владимирович (художник)
Алекса́ндр Влади́мирович Григо́рьев (28 мая 1891, Пертнуры, Марийская АССР — 25 августа 1961, Москва) — марийский советский художник, общественный деятель и академик. Способствовал форсированию и становлению изобразительного искусства в Марийском крае.

## Биография
Из семьи сельских учителей. Окончил Мореновское сельскохозяйственное училище, Казанскую учительскую семинарию (1910), Казанское художественное училище (1915), Московское училище живописи, ваяния и зодчества (1918). Статистик Всероссийского земского союза в Москве. Член партии эсеров (1909—1918); член РКП(б) с 1918.
С 1918 в Козьмодемьянске: учитель, заведующий волостным отделом народного образования. Инициатор открытия в 1919 музея с картинной галереей, основатель свободных художественных мастерских. Председатель уездного комитета РКП(б) (1920). Участник Всероссийского совещания активных работников мари, Всероссийской конференции марийских коммунистов. Делегат 10-й конференции РКП(б), 8-го Всероссийского съезда Советов. Инструктор ЦК РКП(б) (1922), один из организаторов АХРР, в 1922—1927 её председатель. Основатель и председатель объединения «Союз советских художников» (1928—1932). Заместитель директора Третьяковской галереи, художественный редактор Госиздата, заведующий отделом Музея Революции.
В ноябре 1938 арестован, решением особого совещания НКВД осуждён на 8 лет заключения; наказание отбывал в Карагандинском лагере. После освобождения до реабилитации в 1954 жил в Тарусе Калужской области, на улице Ленина, 43 (дом объявлен памятником истории).
Похоронен на Новодевичьем кладбище.

«А началось всё с гражданской войны. Тогда по волжским городам путешествовала Волжско-камская передвижная выставка, которую организовали художники Казани. Они решили показать и своё творчество, и мастерство старых художников. Когда картины доехали до Козьмодемьянска, грянула война. Сопровождавшие выставку просто побоялись вести её дальше. Так в 1918 году она обрела свой новый дом. Неизвестно, что было бы дальше с художественными работами, которые остались на сохранение в отделе народного образования, но осенью этого года в Козьмодемьянск приехал Александр Владимирович Григорьев. В 1919 году его назначили начальником отдела образования, и, увидев картины, он решил организовать в городе музей…Александр Григорьев был одним из первых профессиональных марийских художников. Учёба в Москве у прославленных мастеров, таких как Николай Фешин, выставки именитых мастеров, любовь к искусству — все это подвигло его на создание музея, который впоследствии он называл „Малой Третьяковкой“, поскольку здесь было собрано много работ русских художников начала века…В 1937 году в ночь на 7 ноября он был арестован. Почти девять лет лагерей и клеймо „враг народа“ круто изменили его жизнь. Он освободился в 1946 году, но получил запрет на жительство в Москве, несмотря на то, что там была его семья. Григорьев уехал в Калужскую область, в Тарусу, где целое десятилетие прожил забытый фактически всеми, кроме нескольких своих друзей-художников, старавшимися помочь, потому что Григорьев бедствовал…
В 1956 году Григорьева реабилитировали, и он вновь становится популярным… Сам Григорьев не забывает о своей „Малой Третьяковке“, фонд которой вновь пополняется с его помощью. Так продолжалось до 1961 года, последнего года в жизни художника,..Впоследствии музей естественно не остался без поддержки. И официальные органы, и художники передавали ему работы. Но та изюминка, собрание живописи, которым музей гордится — заслуга Александра Владимировича Григорьева. Это живописные подлинные полотна И. Айвазовского, Р. Судковского, Т. Неффа, Л. Каменева, К. Маковского, П. Кончаловского, А. Корзухина, И. Машкова и других. Здесь представлена лучшая экспозиция произведений Н. Фешина».

## Звания
- Действительный член Государственной Академии художественных наук[3][4].
- Заслуженный деятель искусств Марийской АССР (1961).

## Работы находятся в собраниях
Его работы находятся в собрании Третьяковской галереи, Русского музея, музеев городов России, Италии, Франции, Великобритании и других стран.

## Участие в выставках
Персональная выставка (1934).

## Память

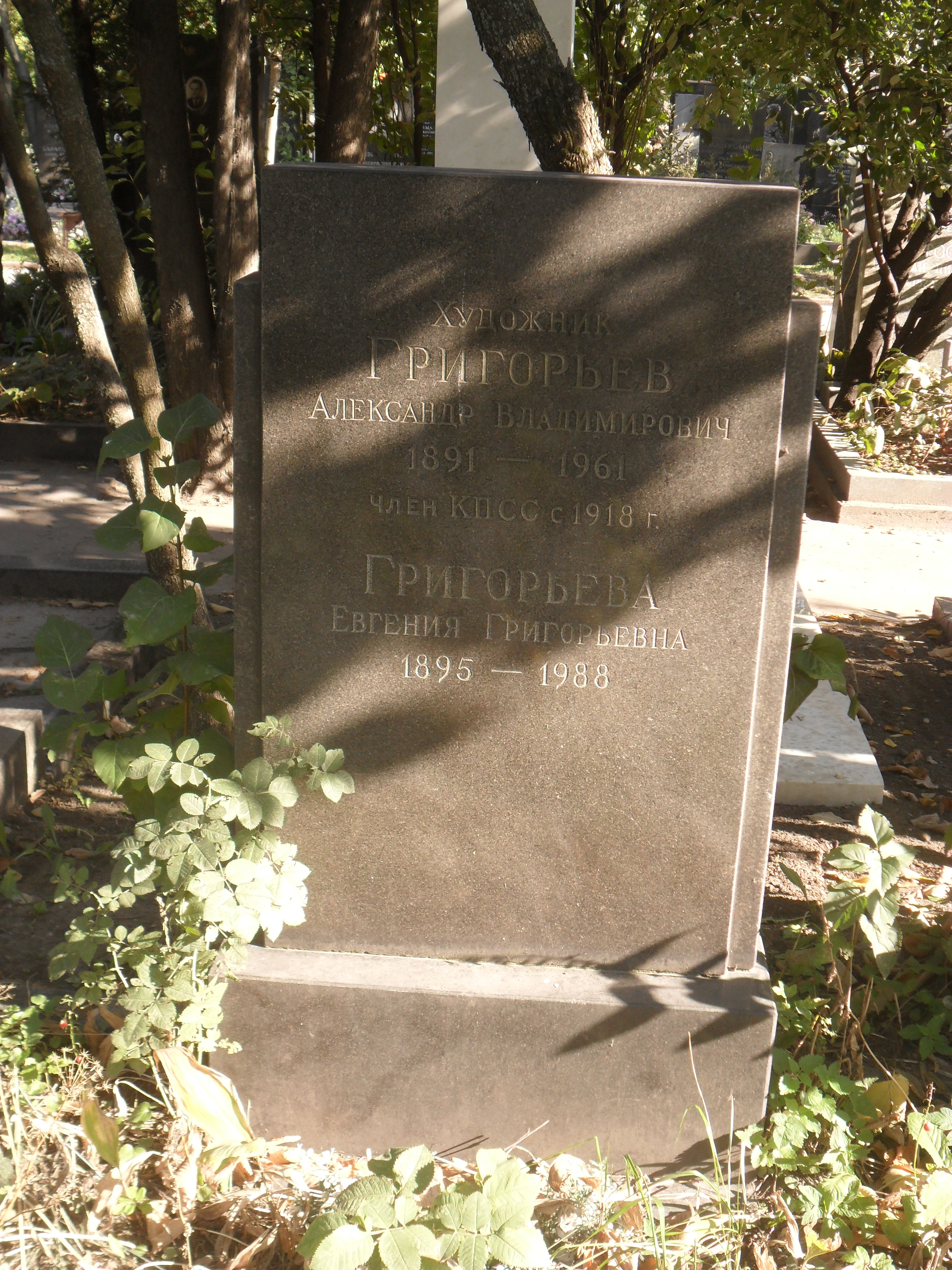
Могила Григорьева на Новодевичьем кладбище Москвы.

Его именем назван Козьмодемьянский историко-художественный музей в городе Козьмодемьянске и Государственная премия Республики Марий Эл в области изобразительного искусства.